# 鮑希斯·維昂

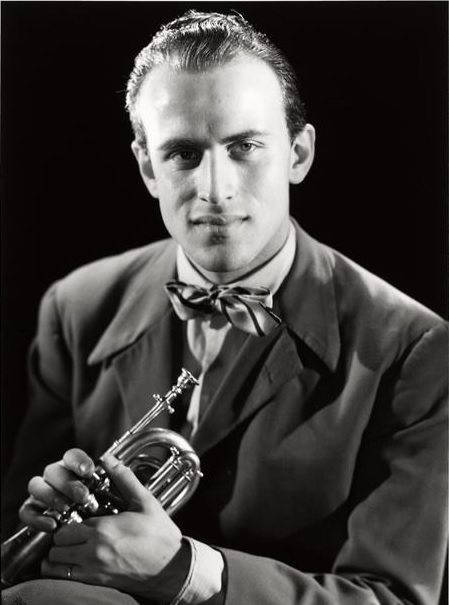
鮑希斯·維昂

鮑希斯·維昂（法語：Boris Vian，1920年3月10日—1959年6月23日），法國博學多才的作家，詩人，音樂家，歌唱家，翻譯家，評論家，演員，發明家和工程師。
維安對於法國爵士樂具有重要影響力。他與霍奇·卡迈克尔、艾靈頓公爵和邁爾士·戴維斯關係密切，寫了一些法國爵士樂評論，並發表許多文章。

## 作品
- 《歲月的泡沫》